# Margaretta Eagar

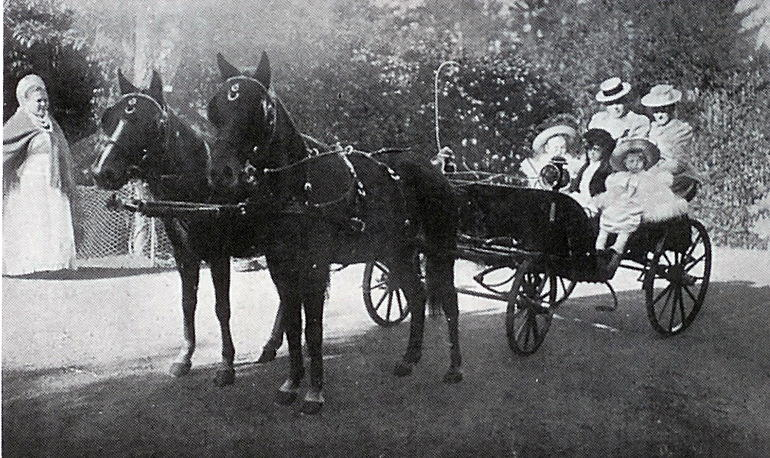
Margaretta Eagar, atrás, y otra niñera con la gran duquesa Olga Nikolaevna, la princesa Isabel de Hesse, y la gran duquesa Tatiana Nikolaevna, ca. 1900.

Margaretta (o Margaret) Alexandra Eagar (12 de agosto de 1863-8 de agosto de 1936) fue una irlandesa que se desempeñó como niñera de las cuatro hijas de los emperadores Nicolás II y Alejandra Fiodorovna de Rusia, las grandes duquesas Olga, Tatiana, María y Anastasia, conocidas colectivamente como OTMA, de 1898 a 1904.
En 1906, publicó unas memorias tituladas Seis años en la corte rusa sobre su tiempo con la familia.

## Primeros años
Eagar nació en Limerick, Irlanda, el 12 de agosto de 1863. Fue una de los diez hijos de un matrimonio protestante, Francis McGillycuddy Eagar y Frances Margaret Holden. Se formó como enfermera en Belfast y trabajó un tiempo como matrona de un orfanato.

## En la corte rusa
Eagar fue nombrada niñera de las hijas de Nicolás II en 1898 y permaneció con ellas hasta 1904. La gran duquesa Olga Alexandrovna, tía de las niñas, recordó más tarde el gran amor de Eagar por la política. Cuando era muy pequeña, María una vez escapó de su baño y corrió desnuda por el pasillo de palacio mientras Eagar discutía el Caso Dreyfus con una amiga. "Afortunadamente, llegué justo en ese momento, la recogí y la llevé de regreso a la señorita Eagar, que todavía estaba hablando de Dreyfus", recordó la gran duquesa.
Las cuatro grandes duquesas comenzaron a aprender inglés de Eagar y, en 1904, momento en el que Eagar había dejado la corte imperial, habían desarrollado un ligero acento hiberno-británico en su pronunciación. En 1908, se contrató al tutor de inglés Charles Sydney Gibbes para "corregir" esto.

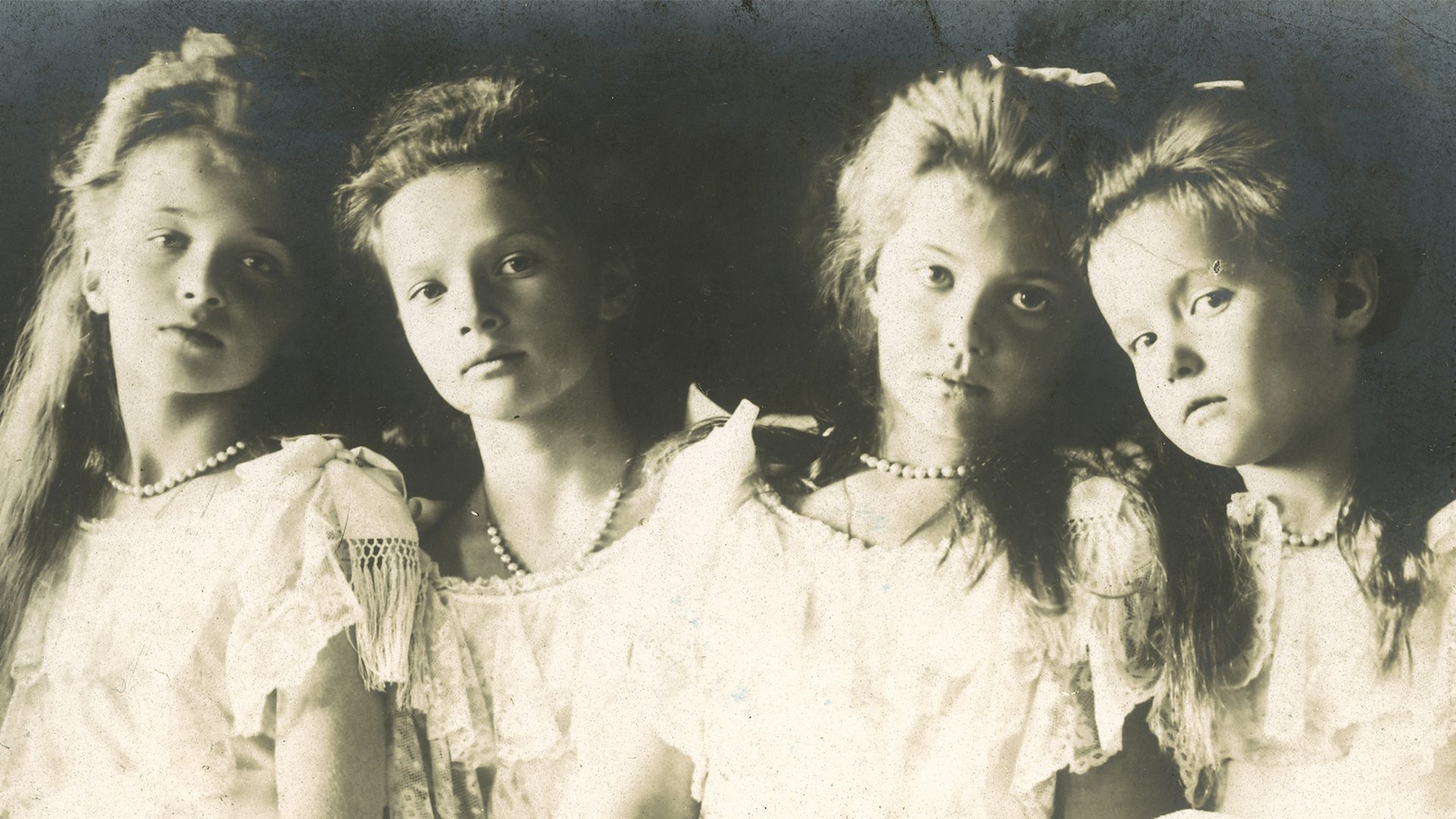
De izquierda a derecha, las grandes duquesas Olga, Tatiana, Maria y Anastasia Nikolaevna en 1906.

Eagar, que se encariñó con las cuatro grandes duquesas, escribió en su libro que dejó la corte rusa por motivos personales. Sin embargo, es posible que fuera despedida debido a la tensa situación política que rodeaba la guerra ruso-japonesa, ya que Gran Bretaña se puso del lado de Japón en gran medida.

## Vida posterior
Eagar recibió una pensión del gobierno ruso por su tiempo como niñera. Intercambió cartas con las grandes duquesas donde les describía su trabajo como institutriz de otras familias, hasta su asesinato en julio de 1918. Sus parientes declararon que ella permaneció atormentada por el brutal asesinato de la familia por el resto de su vida. Posteriormente, regentó una pensión. Murió en una residencia de ancianos en 1936, a la edad de 72 años.